# Dornier Do 635
O Dornier Do 635 foi um projecto da Dornier, Heinkel e Junkers para um avião de reconhecimento de longo alcance. Baseado no Dornier Do 335, seria um quadrimotor pois consistia na junção de dois Do 335 pelas asa. Embora o projecto tenha sido iniciado pela Heinkel como He 635, passaria para a responsabilidade da Dornier. Mais tarde, o projecto voltaria a passar de mãos para a Junkers como Ju 635.